# Тиловил-Пельга
Тилови́л-Пе́льга (рос. Тыловыл-Пельга) — село в Вавозькому районі Удмуртії, Росія.

## Населення
Населення — 231 особа (2010; 270 в 2002).
Національний склад (2002):
- удмурти — 73 %
- росіяни — 27 %

## Господарство
В селі діють середня школа, дитячий садочок, лікарська амбулаторія, сільський будинок культури, бібліотека, ветеринарний пункт, пошта, церква Петра й Павла.
Урбаноніми:
- вулиці — Зарічна, Молодіжна, Увампусинська, Центральна, Шкільна

## Історія
Село засноване удмуртами в березні 1847 року, про що був виданий указ Святого Синоду від 19 липня 1849 року. Назва села походить від удмуртських слів, які означають річка та сич. Перший дерев'яний храм було збудовано в 1851 році і освячений в ім'я першоверховних апостолів Петра й Павла. Кам'яний храм в стилі пізнього класицизму будувався в 1859—1861 роках на кошти великого в'ятського благочинця та храмобудівника, єлабузького купця першої гільдії, Чернова Федора Григоровича (1783—1869). Школа була заснована в 1867 році, опікунство — в 1868 році. З 1904 року в церковно-приходській школі викладав священик Красноперов Петро Васильович (1884-?). Він створив шкільний хор, розширив будівлю школи. Дівчат в'язати та вишивати навчала Кізнерцова Анна, яка закінчила курси при Московській ремісничій управі. За педагогічний та художній талант її удостоїли срібної медалі. До 1939 року село входило до складу Кіровської області. В 1941 році храм закритий, але в 1947 році він відновив свою роботу.